# Bitwa o Williamsburg
Bitwa o Williamsburg (znana również jako bitwa o Fort Magruder) – starcie zbrojne, które miało miejsce 5 maja 1862 roku w okolicach Williamsburga w Wirginii pomiędzy wojskami Unii i Skonfederowanych Stanów Ameryki jako część kampanii półwyspowej podczas wojny secesyjnej. 
Bitwa nie przyniosła rozstrzygnięcia, ale zakończyła się dalszym wycofaniem konfederatów przed oddziałami Północy w kierunku stolicy stanu, Richmond.